# ماجراهای پرستار مدرسه
ماجراهای پرستار مدرسه (انگلیسی: The School Nurse Files; کره‌ای: 보건교사 안은영) یک مجموعه اینترنتی محصول کره جنوبی با بازی جونگ یو-می و نام جو هیوک است. این مجموعه بر پایهٔ رمان برندهٔ جایزه به نام پرستار مدرسه آن اون یونگ اثر چونگ سه‌رانگ در سال ۲۰۱۵ است. ماجراهای پرستار مدرسه در ۲۵ سپتامبر ۲۰۲۰ از نتفلیکس منتشر شد.

## بازیگران

### اصلی
- جونگ یو-می در نقش آن اون یونگ
- نام جو هیوک در نقش هونگ این پیو